# برکه میان ده جویم
برکه میان ده جویم یک آب‌انبار تاریخی مربوط به دورهٔ صفوی است که در بافت قدیم شهر جویم در مجاورت کاروانسرای صفی قلی قرار دارد. این اثر در تاریخ ۱۸ شهریور ۱۳۸۲ با شمارهٔ ثبت ۲۳۳۶۴ به‌عنوان یکی از آثار ملی ایران به ثبت رسیده‌است.

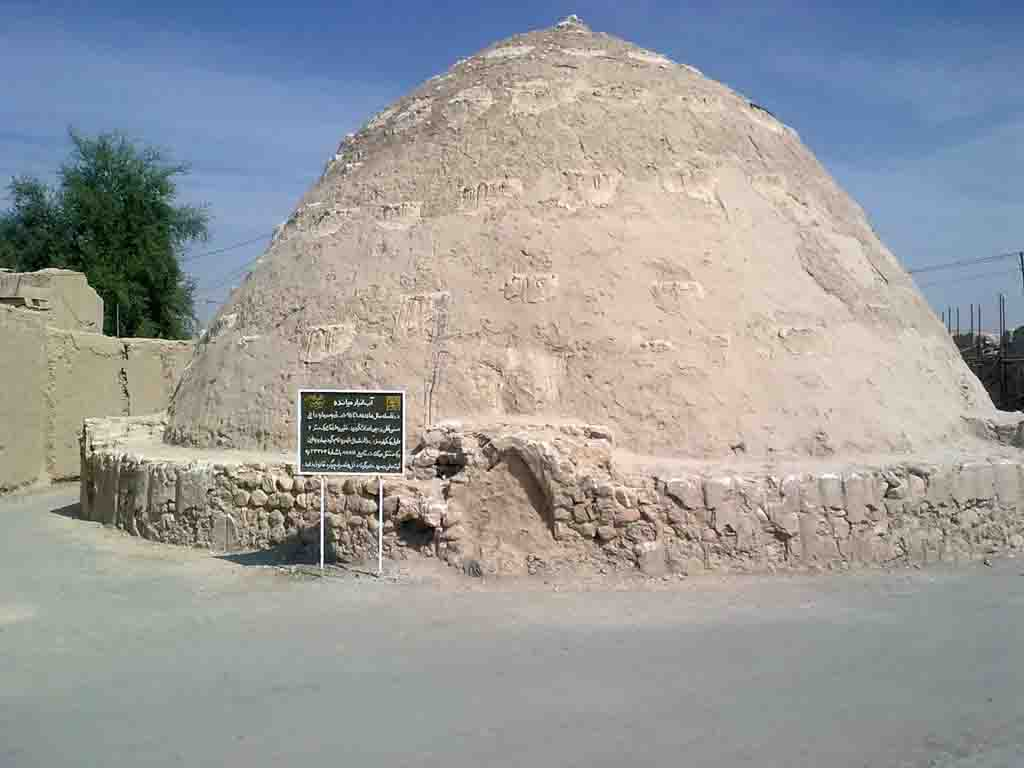
برکه میان ده جویم

برکه میانده جویم، در عصر صفویه، مابین سال‌های ۱۰۸۵ لغایت ۱۰۹۵ هجری قمری، به سرمایه حاج صفی قلی بن پاسلار محمّد الجویمی کلانتر وقت جویم، بنا گردیده‌است.

## مشخصات برکه
محیط برکه ۴۷ متر، ارتفاع گنبد ۱۱/۵ متر، عمق آن ۲۰ متر و دارای چهار دهنه دو متری، در چهار جهت جغرافیایی می‌باشد. معروف است که بانی معادل مقدار سنگ استخراجی کارگران حفار برکه، به آنها ذرت می‌داده‌است.
نقبی به ارتفاع یک متر و طول یک کیلومتر آب شمال شهر جویم از محلی موسوم به گود بهارو به این برکه منتقل می‌کرده‌است.
این برکه، در مرکز شهر جویم، حدفاصل کاروانسرای صفی قلی و رضاقلی خان، واقع شده و احتیاج به رسیدگی و تعمیرات جزئی دارد.

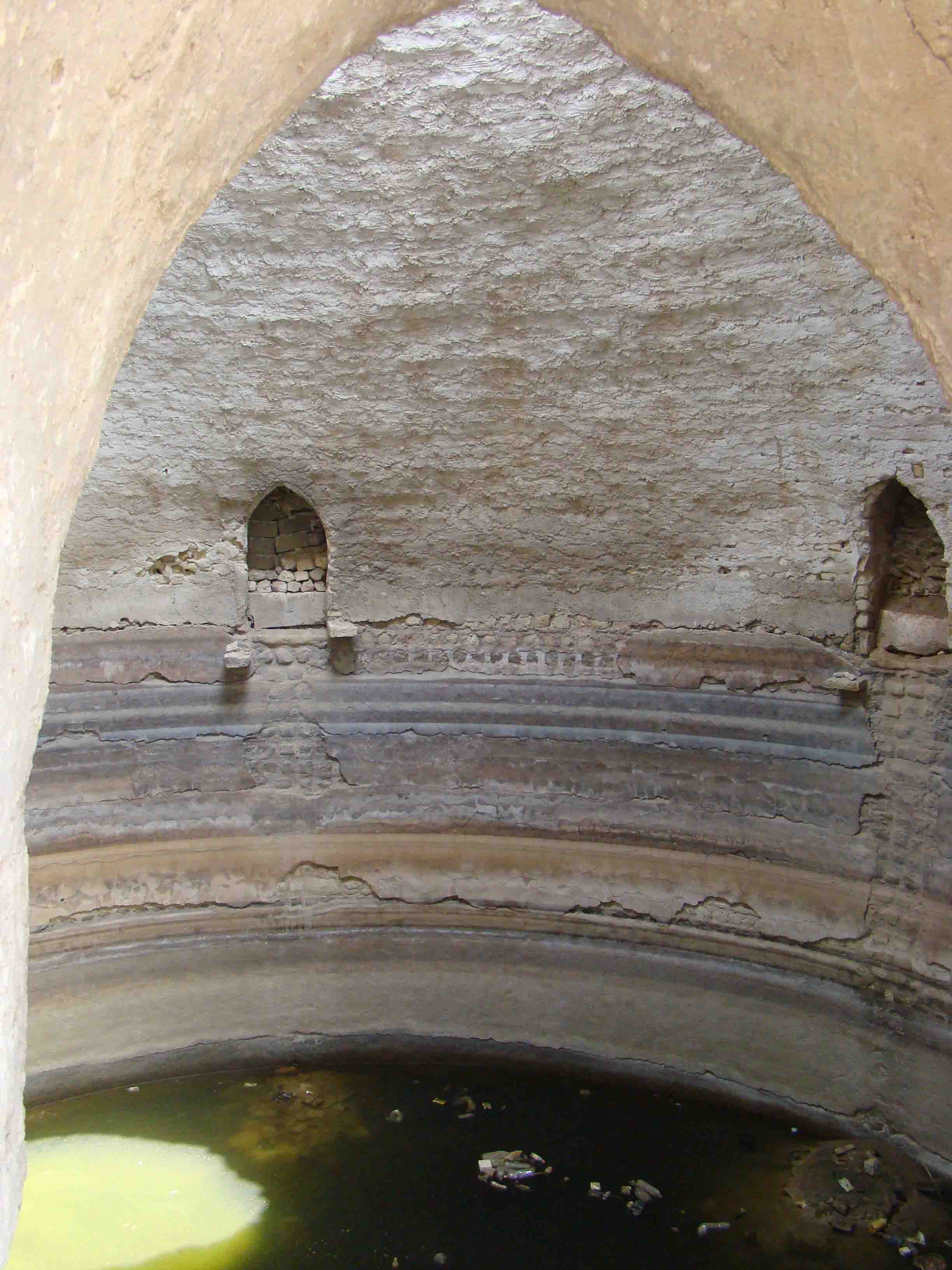
برکه میان ده- نمای داخلی